# Julio César Enciso (calciatore 2004)
Julio César Enciso (Caaguazú, 23 gennaio 2004) è un calciatore paraguaiano, attaccante del Brighton e della nazionale paraguaiana.

## Caratteristiche tecniche
Considerato tra i migliori talenti della sua generazione, è un'ala destra agile, con buon fiuto del gol e abile nel dribbling, utilizzabile anche sulla fascia opposta o in posizione più centrale, da trequartista.
Ha dichiarato di ispirarsi principalmente al connazionale Óscar Cardozo, di cui è stato compagno di squadra durante il suo periodo al Libertad.
Nel 2021, è stato inserito nella lista dei migliori sessanta calciatori nati nel 2004, stilata dal quotidiano inglese The Guardian.

## Carriera

### Club

#### Libertad
Nato a Caaguazú, Enciso è cresciuto nel settore giovanile del Libertad, club della capitale paraguaiana Asunción, in cui è arrivato nel 2015. Dopo essere stato spostato dal centrocampo all'attacco e aver impressionato nelle varie formazioni giovanili, nel 2019 Enciso inizia ad allenarsi con la prima squadra bianconera sotto la guida di Leonel Álvarez.
Poco dopo l'arrivo di José Chamot sulla panchina del Gumarelo, l'attaccante debutta in prima squadra il 17 marzo 2019, in occasione dell'incontro di División Profesional contro il Dep. Santaní, vinto per 4-0: a 15 anni, un mese e 25 giorni, diventa il giocatore più giovane a vestire la maglia del Libertad in una partita ufficiale.
Il 26 novembre 2020, invece, Enciso debutta in Coppa Libertadores, nel corso del match degli ottavi di finale contro i boliviani del Wilstermann, vinto 3-1: nell'occasione, subentra ad inizio ripresa e realizza, pochi istanti dopo, la prima rete dell'incontro. A 16 anni, 10 mesi e 4 giorni, diventa così il più giovane marcatore del torneo continentale nel XXI secolo.
Nel 2021, con quattro reti in 13 presenze, l'attaccante contribuisce alla vittoria del campionato di Apertura da parte del Libertad, che nella stessa stagione riesce anche ad arrivare fino alle semifinali della Coppa Sudamericana.

#### Brighton
Il 17 giugno 2022, Enciso firma un contratto quadriennale con il Brighton, squadra della Premier League, a cui approda per circa nove milioni e mezzo di sterline, più eventuali bonus. Nell'occasione, diventa il secondo giocatore paraguaiano ad approdare direttamente dal campionato nazionale alla massima serie inglese, dopo Diego Gavilán nel 1999.
Il 24 agosto successivo, debutta con l'Albion, partendo da titolare nella sfida della Coppa di Lega contro il Forest Green, vinta per 3-0: nell'occasione, serve un assist a Steven Alzate per il gol del raddoppio. Il 29 ottobre seguente, invece, fa il suo esordio nella massima serie inglese, a 18 anni, sostituendo Adam Lallana al 65º minuto dell'incontro con il Chelsea, vinto per 4-1. Il 4 aprile 2023, segna il suo primo gol per i Seagulls, contribuendo alla vittoria per 0-2 in campionato sul Bournemouth. Quindi, il 15 aprile seguente, mette a referto il gol della vittoria per 1-2 sul campo del Chelsea, consentendo così al Brighton di ottenere il primo successo a Stamford Bridge nella sua storia. Infine, il 24 maggio dello stesso anno, segna un gol da circa 23 metri nel pareggio per 1-1 contro il Manchester City, che consente al Brighton di qualificarsi alla UEFA Europa League per la prima volta nella sua storia. La stessa rete viene anche premiata come Miglior gol della stagione da parte della Premier League. L'attaccante chiude la prima annata in Inghilterra con quattro reti e due assist.
Il 19 agosto 2023, Enciso serve due assist a Solly March nel successo per 4-1 in campionato contro il Wolverhampton; tuttavia, la settimana successiva riporta un infortunio al ginocchio che lo costringe a restare lontano dal campo per alcuni mesi.

#### Ipswich
Il 23 gennaio 2025 passa in prestito all'Ipswich Town.

### Nazionale
Dopo aver rappresentato il Paraguay a livello giovanile con la formazione Under-15, nel giugno del 2021 Enciso viene convocato per la prima volta in nazionale maggiore dal CT Eduardo Berizzo, in vista della Copa América di quell'anno.
Quindi, debutta con l'Albirroja il 14 giugno seguente, subentrando a Gabriel Ávalos all'87º minuto della partita contro la Bolivia, primo incontro della fase a gironi della competizione continentale: a 17 anni, 4 mesi e 24 giorni, l'attaccante diventa così il quarto debuttante più giovane nella storia della nazionale paraguaiana.
Convocato per la Copa América 2024, nel corso del torneo realizza la sua prima rete con la selezione paraguaiana nella sconfitta per 2-1 contro la Colombia.

## Statistiche
Statistiche aggiornate al 19 agosto 2023.

### Presenze e reti nei club
| Stagione        | Squadra         | Campionato      | Campionato | Campionato | Coppe nazionali | Coppe nazionali | Coppe nazionali | Coppe continentali | Coppe continentali | Coppe continentali | Altre coppe | Altre coppe | Altre coppe | Totale | Totale | Totale |
| Stagione        | Squadra         | Comp            | Pres       | Reti       | Comp            | Pres            | Reti            | Comp               | Pres               | Reti               | Comp        | Pres        | Reti        | Pres   | Reti   |        |
| --------------- | --------------- | --------------- | ---------- | ---------- | --------------- | --------------- | --------------- | ------------------ | ------------------ | ------------------ | ----------- | ----------- | ----------- | ------ | ------ | ------ |
| 2019            | Libertad        | PD              | 3          | 0          |                 | -               | -               | CL                 | 0                  | 0                  |             | -           | -           | 3      | 0      |        |
| 2020            | Libertad        | PD              | 3+5        | 1+0        |                 | -               | -               | CL                 | 2                  | 1                  |             | -           | -           | 10     | 2      |        |
| 2021            | Libertad        | PD              | 13+17      | 4+2        |                 | -               | -               | CL+CS              | 2+7                | 1+1                |             | -           | -           | 39     | 8      |        |
| 2022            | Libertad        | PD              | 14+0       | 11+0       |                 | -               | -               | CL                 | 3                  | 0                  |             | -           | -           | 17     | 11     |        |
| Totale Libertad | Totale Libertad | Totale Libertad | 55         | 18         |                 | 0               | 0               |                    | 14                 | 3                  |             |             |             | 69     | 21     |        |
| 2022-2023       | Brighton        | PL              | 20         | 4          | FACup+CdL       | 3+3             | 0+0             |                    | -                  | -                  |             | -           | -           | 26     | 4      |        |
| 2023-2024       | Brighton        | PL              | 12         | 0          | FACup+CdL       | 1+0             | 0+0             | UEL                | 2                  | 0                  |             | -           | -           | 15     | 0      |        |
| Totale carriera | Totale carriera | Totale carriera | 87         | 22         |                 | 7               | 0               |                    | 16                 | 3                  |             | -           | -           | 110    | 25     |        |

### Cronologia presenze e reti in nazionale
| Cronologia completa delle presenze e delle reti in nazionale ― Paraguay | Cronologia completa delle presenze e delle reti in nazionale ― Paraguay | Cronologia completa delle presenze e delle reti in nazionale ― Paraguay | Cronologia completa delle presenze e delle reti in nazionale ― Paraguay | Cronologia completa delle presenze e delle reti in nazionale ― Paraguay | Cronologia completa delle presenze e delle reti in nazionale ― Paraguay | Cronologia completa delle presenze e delle reti in nazionale ― Paraguay | Cronologia completa delle presenze e delle reti in nazionale ― Paraguay |
| Data                                                                    | Città                                                                   | In casa                                                                 | Risultato                                                               | Ospiti                                                                  | Competizione                                                            | Reti                                                                    | Note                                                                    |
| ----------------------------------------------------------------------- | ----------------------------------------------------------------------- | ----------------------------------------------------------------------- | ----------------------------------------------------------------------- | ----------------------------------------------------------------------- | ----------------------------------------------------------------------- | ----------------------------------------------------------------------- | ----------------------------------------------------------------------- |
| 15-6-2021                                                               | Goiânia                                                                 | Paraguay                                                                | 3 – 1                                                                   | Bolivia                                                                 | Coppa America 2021 - 1º turno                                           | -                                                                       | 87’                                                                     |
| 2-7-2021                                                                | Goiânia                                                                 | Perù                                                                    | 3 – 3 dts (7 – 6 dtr)                                                   | Paraguay                                                                | Coppa America 2021 - Quarti di finale                                   | -                                                                       | 83’                                                                     |
| 27-1-2022                                                               | Asunción                                                                | Paraguay                                                                | 0 – 1                                                                   | Uruguay                                                                 | Qual. Mondiali 2022                                                     | -                                                                       | 72’                                                                     |
| 1-2-2022                                                                | Belo Horizonte                                                          | Brasile                                                                 | 4 – 0                                                                   | Paraguay                                                                | Qual. Mondiali 2022                                                     | -                                                                       | 87’                                                                     |
| 24-3-2022                                                               | Ciudad del Este                                                         | Paraguay                                                                | 3 – 1                                                                   | Ecuador                                                                 | Qual. Mondiali 2022                                                     | -                                                                       | 77’                                                                     |
| 29-3-2022                                                               | Lima                                                                    | Perù                                                                    | 2 – 0                                                                   | Paraguay                                                                | Qual. Mondiali 2022                                                     | -                                                                       |                                                                         |
| 23-9-2022                                                               | Wiener Neustadt                                                         | Paraguay                                                                | 1 – 0                                                                   | Emirati Arabi Uniti                                                     | Amichevole                                                              | -                                                                       | 64’ 78’                                                                 |
| 27-9-2022                                                               | Siviglia                                                                | Paraguay                                                                | 0 – 0                                                                   | Marocco                                                                 | Amichevole                                                              | -                                                                       | 84’                                                                     |
| 16-11-2022                                                              | Lima                                                                    | Perù                                                                    | 1 – 0                                                                   | Paraguay                                                                | Amichevole                                                              | -                                                                       | 89’                                                                     |
| 27-3-2023                                                               | Santiago del Cile                                                       | Cile                                                                    | 3 – 2                                                                   | Paraguay                                                                | Amichevole                                                              | -                                                                       | 78’                                                                     |
| 18-6-2023                                                               | Asunción                                                                | Paraguay                                                                | 2 – 0                                                                   | Nicaragua                                                               | Amichevole                                                              | -                                                                       |                                                                         |
| 7-6-2024                                                                | Lima                                                                    | Perù                                                                    | 0 – 0                                                                   | Paraguay                                                                | Amichevole                                                              | -                                                                       | 64’                                                                     |
| 11-6-2024                                                               | Santiago del Cile                                                       | Cile                                                                    | 3 – 0                                                                   | Paraguay                                                                | Amichevole                                                              | -                                                                       |                                                                         |
| 16-6-2024                                                               | Panama                                                                  | Panama                                                                  | 0 – 1                                                                   | Paraguay                                                                | Amichevole                                                              | -                                                                       | 64’                                                                     |
| 24-6-2024                                                               | Houston                                                                 | Colombia                                                                | 2 – 1                                                                   | Paraguay                                                                | Coppa America 2024 - 1º turno                                           | 1                                                                       | 90+2’                                                                   |
| 28-6-2024                                                               | Paradise                                                                | Paraguay                                                                | 1 – 4                                                                   | Brasile                                                                 | Coppa America 2024 - 1º turno                                           | -                                                                       | 73’                                                                     |
| 2-7-2024                                                                | Austin                                                                  | Costa Rica                                                              | 2 – 1                                                                   | Paraguay                                                                | Coppa America 2024 - 1º turno                                           | -                                                                       |                                                                         |
| 6-9-2024                                                                | Montevideo                                                              | Uruguay                                                                 | 0 – 0                                                                   | Paraguay                                                                | Qual. Mondiali 2026                                                     | -                                                                       |                                                                         |
| 10-9-2024                                                               | Asunción                                                                | Paraguay                                                                | 1 – 0                                                                   | Brasile                                                                 | Qual. Mondiali 2026                                                     | -                                                                       | 85’                                                                     |
| 10-10-2024                                                              | Quito                                                                   | Ecuador                                                                 | 0 – 0                                                                   | Paraguay                                                                | Qual. Mondiali 2026                                                     | -                                                                       | 67’                                                                     |
| 15-10-2024                                                              | Asunción                                                                | Paraguay                                                                | 2 – 1                                                                   | Venezuela                                                               | Qual. Mondiali 2026                                                     | -                                                                       | 88’                                                                     |
| 14-11-2024                                                              | Asunción                                                                | Paraguay                                                                | 2 – 1                                                                   | Argentina                                                               | Qual. Mondiali 2026                                                     | -                                                                       | 82’                                                                     |
| 19-11-2024                                                              | El Alto                                                                 | Bolivia                                                                 | 2 – 2                                                                   | Paraguay                                                                | Qual. Mondiali 2026                                                     | 1                                                                       | 46’                                                                     |
| 20-3-2025                                                               | Asunción                                                                | Paraguay                                                                | 1 – 0                                                                   | Cile                                                                    | Qual. Mondiali 2026                                                     | -                                                                       | 90+1’                                                                   |
| 25-3-2025                                                               | Barranquilla                                                            | Colombia                                                                | 2 – 2                                                                   | Paraguay                                                                | Qual. Mondiali 2026                                                     | 1                                                                       | 73’                                                                     |
| 5-6-2025                                                                | Asunción                                                                | Paraguay                                                                | 2 – 0                                                                   | Uruguay                                                                 | Qual. Mondiali 2026                                                     | 1                                                                       | 89’                                                                     |
| 10-6-2025                                                               | San Paolo                                                               | Brasile                                                                 | 1 – 0                                                                   | Paraguay                                                                | Qual. Mondiali 2026                                                     | -                                                                       |                                                                         |
| Totale                                                                  |                                                                         | Presenze                                                                | 27                                                                      |                                                                         | Reti                                                                    | 4                                                                       |                                                                         |

| Cronologia completa delle presenze e delle reti in nazionale ― Paraguay olimpica | Cronologia completa delle presenze e delle reti in nazionale ― Paraguay olimpica | Cronologia completa delle presenze e delle reti in nazionale ― Paraguay olimpica | Cronologia completa delle presenze e delle reti in nazionale ― Paraguay olimpica | Cronologia completa delle presenze e delle reti in nazionale ― Paraguay olimpica | Cronologia completa delle presenze e delle reti in nazionale ― Paraguay olimpica | Cronologia completa delle presenze e delle reti in nazionale ― Paraguay olimpica | Cronologia completa delle presenze e delle reti in nazionale ― Paraguay olimpica |
| Data                                                                             | Città                                                                            | In casa                                                                          | Risultato                                                                        | Ospiti                                                                           | Competizione                                                                     | Reti                                                                             | Note                                                                             |
| -------------------------------------------------------------------------------- | -------------------------------------------------------------------------------- | -------------------------------------------------------------------------------- | -------------------------------------------------------------------------------- | -------------------------------------------------------------------------------- | -------------------------------------------------------------------------------- | -------------------------------------------------------------------------------- | -------------------------------------------------------------------------------- |
| 24-7-2024                                                                        | Bordeaux                                                                         | Giappone olimpica                                                                | 5 – 0                                                                            | Paraguay olimpica                                                                | Olimpiadi 2024 - 1º turno                                                        | -                                                                                | 74’                                                                              |
| 27-7-2024                                                                        | Parigi                                                                           | Israele olimpica                                                                 | 2 – 4                                                                            | Paraguay olimpica                                                                | Olimpiadi 2024 - 1º turno                                                        | 1                                                                                |                                                                                  |
| Totale                                                                           |                                                                                  | Presenze                                                                         | 2                                                                                |                                                                                  | Reti                                                                             | 1                                                                                |                                                                                  |

## Palmarès

### Club
- Campionato paraguaiano: 1

Libertad: Apertura 2021
- Coppa del Paraguay: 1

Libertad: 2019